# NGC 1414
NGC 1414 је спирална галаксија у сазвежђу Еридан која се налази на NGC листи објеката дубоког неба.
Деклинација објекта је - 21° 42' 48" а ректасцензија 3h 40m 57,0s. Привидна величина (магнитуда) објекта NGC 1414 износи 13,8 а фотографска магнитуда 14,6. Налази се на удаљености од 21,430 милиона парсека од Сунца. NGC 1414 је још познат и под ознакама ESO 548-71, MCG -4-9-45, PGC 13543.